# Pleurothallis saccatilabia
Pleurothallis saccatilabia är en orkidéart som beskrevs av Charles Schweinfurth. Pleurothallis saccatilabia ingår i släktet Pleurothallis och familjen orkidéer. Inga underarter finns listade i Catalogue of Life.